# Marie Cantagrill
Vous pouvez aider à l'améliorer ou bien discuter des problèmes sur sa page de discussion.
- Il ne cite pas suffisamment ses sources. Vous pouvez indiquer les passages à sourcer avec {{référence nécessaire}} ou {{Référence souhaitée}}, et inclure les références utiles en les liant aux notes de bas de page. (Marqué depuis avril 2024)
- Certaines informations devraient être mieux reliées aux sources mentionnées dans la bibliographie ou les liens externes. Améliorez sa vérifiabilité en les associant par des références. (Marqué depuis avril 2024)
- Il ne s’appuie pas, ou pas assez, sur des sources secondaires ou tertiaires. (Marqué depuis avril 2024)

- Archive Wikiwix
- Bing
- Cairn
- DuckDuckGo
- E. Universalis
- Gallica
- Google
- G. Books
- G. News
- G. Scholar
- Persée
- Qwant
- (zh) Baidu
- (ru) Yandex
- (wd) trouver des œuvres sur Wikidata

Marie Cantagrill est une violoniste concertiste soliste française née en 1979.

## Biographie
Marie Cantagrill commence le violon à 4 ans dans la petite école de musique de Pierrelatte (26), très vite elle rejoint la classe d'Hélène Grangaud et intègre le CRR de Grenoble à l'âge de 11 ans dans la classe de Flora Elphège.[réf. souhaitée]
Après des premiers prix de violon et de musique de chambre au CRR de Boulogne Billancourt, elle obtient le “Diplôme supérieur de violon avec Grande distinction” au  Conservatoire royal de Liège, dans la classe de Philippe Koch. Elle travaille ensuite  avec Zoria Chickmoursaeva, professeur au conservatoire Tchaïkovski de Moscou, ainsi qu' avec Zachar Bron, et suit la classe de perfectionnement d'Igor Oïstrakh au Conservatoire royal de Bruxelles (Belgique).[réf. souhaitée]
Lauréate de concours nationaux et internationaux (Concours international Pierre Lantier-Paris; Prix spécial Claude Langevin; Concours Henry Vieuxtemps en Belgique...), Marie Cantagrill poursuit depuis sa carrière de soliste en France et à l’étranger, en soliste avec orchestre, en concerts avec piano ou encore en Récitals violon solo.[réf. souhaitée]

## Discographie
- Ombre et Lumière, violon piano avec Eloise Urbain, sortie 2022 (Tchaïkovsky, Wieniawski, Bloch, Tartini, Vitali, Waxman, Bazzini).
- Sonates de Brahms pour violon et piano avec Fumiyo Goshima, sortie 2018.
- Bach, Sonates et Partitas pour violon seul (Sonates 2 et 3) sortie 2014.
- Bach, Sonates et Partitas pour violon seul (Sonates 1 et Partitas 2) sortie 2013.
- Bach, Sonates et Partitas pour violon seul (Partitas 2 et 3) sortie 2009.
- Tchaïkovsky, Concerto pour violon et orchestre op.35 et Korsakov Fantaisy pour violon et orchestre avec l'Orchestre de Budapest, direction Tàmas Gàl, sortie 2007.
- Recital Slave, violon piano avec Véronique Bracco, sortie 2006.(Brahms, Tchaïkovsky, Smetana, Suck, Rachmaninov, Korsakov, Wieniawski)
- Album romantique et virtuose, violon piano avec Véronique Bracco, sortie 2004...(Sarasate, Berlioz, Ravel, Massenet, Weber...)